# Ścianka berlińska
Ścianka berlińska – tymczasowa obudowa wykopu. Określenie pochodzi od metody zabezpieczania głębokich wykopów podczas prac ziemnych prowadzonych podczas budowy Metra Berlińskiego (przed I wojną światową). Stosowanie tej technologii polega na wbiciu pionowo elementów stalowych (na przykład dwuteowników) lub betonowych w pewnej odległości od siebie na granicy planowanego wykopu. Podczas pogłębiania wykopu stopniowo wypełnia się odsłonięte przestrzenie pomiędzy słupami najczęściej deskami lub kantówkami tak, aby utworzyły ścianę (opinkę). Dla wzmocnienia ścianki stosuje się rozpory pomiędzy przeciwległymi (lub jeśli jest taka możliwość pomiędzy sąsiadującymi pod kątem, np. w rogu wykopu) ścianami, albo kotwienie słupów w gruncie za pomocą kotew gruntowych. Pomiędzy ścianami można wówczas w sposób bezpieczny dla budowniczych wybrać ziemię i prowadzić prace.
Po wykonaniu tunelu, kanału lub rurociągu pomiędzy elementy ścian a wykonaną konstrukcję wsypuje się ziemię i po ustabilizowaniu gruntu elementy się wyjmuje.